# Música sefardita

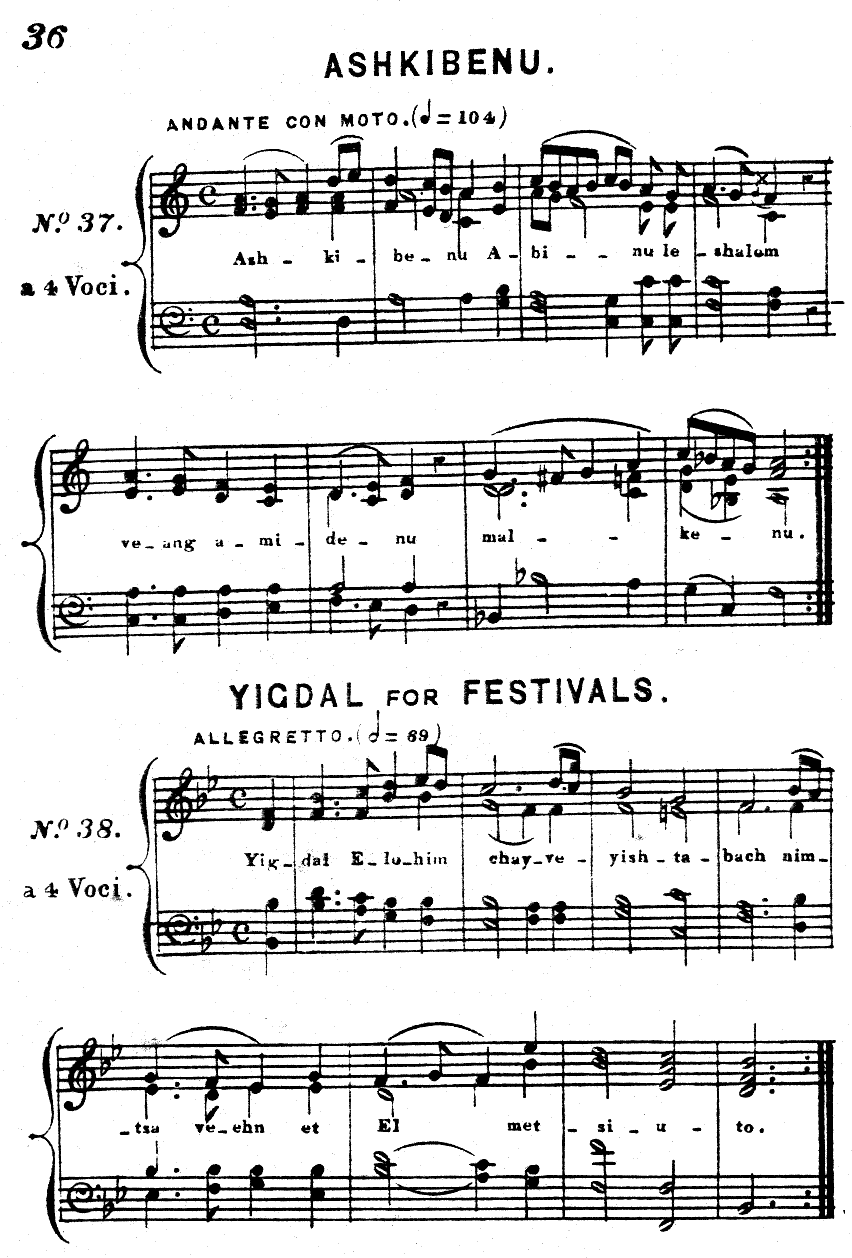
Partitures de dos cants litúrgics sefardites de Londres.

La música sefardita és qualsevol tipus de música conreada pels jueus sefardites.
El repertori musical sefardita és molt divers, però l'origen de tot es troba principalment a la conca mediterrània. Les cançons seculars es canten en els diversos dialectes del judeoespanyol, però també en hebreu, turc, grec i en les altres llengües pròpies dels llocs on viu la diàspora sefardita. En canvi, les tradicions litúrgiques i para-litúrgiques sefardites es mantenen úniques arreu.
Les cançons que canten dones són les que tradicionalment es cantaven fent les feines de la llar, sense acompanyament instrumental o sense harmonia. De vegades s'usen la pandereta i altres instruments de percussió, especialment en cançons de casament. L'ud i el qanun també s'empren en algunes instrumentacions, i els artistes moderns incorporen qualsevol altre instrument, en principi estrany a aquesta cultura.

## Història
La música sefardita té les seves arrels en les tradicions musicals de les comunitats jueves medievals de la península Ibèrica (Portugal, Castella i Aragó). Posteriorment, s'hi han anat sumant influències del Marroc, Argentina, Turquia, Grècia, Bulgària i d'altres llocs on s'han refugiat els jueus sefardites, expulsats d'Espanya el 1492 i de Portugal el 1496. Les comunitats sefardites exiliades han conservat durant segles les lletres de les cançons, però les melodies i els ritmes han anat canviant segons les èpoques, ja que la música original s'ha perdut.
Els expulsats es van assentar, bàsicament, en dues zones diferents: el Marroc d'una banda i l'Imperi Otomà de l'altra (incloent Grècia, Jerusalem, els Balcans i Egipte). I aquests dos destins d'exili van aportar a la música sefardita les seves pròpies tradicions musicals. Així, es distingeixen respectivament la "tradició occidental" i la "tradició oriental". Aquesta última és molt més tancada que la primera. La "tradició occidental" adopta l'estrident i llarg iuiuiu o ululu, mentre la "tradició oriental" s'enriqueix amb els ritmes balcànics (per exemple, 9/8) o les melodies àrabs (maqam), segons el cas.
Les cançons tradicionals sefardites foren estudiades i transcrites a principis del segle XX per diversos etnomusicòlegs i estudiosos de la literatura hispànica medieval. Aproximadament des del 1957 fins al 1993, els professors Samuel Armistead, Joseph Silverman i Israel Katz, han estat recopilant cançons en judeoespanyol a Nord-amèrica, Turquia, els Balcans, Grècia, el Nord d'Àfrica i Israel. Les gravacions digitalitzades, les transcripcions i informació addicional sobre les diverses tipologies de cançons es troben disponibles en una pàgina web suportada per la Biblioteca de la Universitat d'Illinois.
A principis del segle XX sortiren al mercat algunes gravacions populars de música sefardita de Grècia i Turquia, i tot seguit també de Jerusalem i d'altres llocs de la "tradició oriental". Els primers intèrprets foren principalment homes, com per exemple els turcs Jack Mayesh, Haim Efendi i Yitzhak Algazi. Més tard, aparegué una nova generació de cantants, molts dels quals no eren sefardites. Gloria Levy, Pasharos Sefardíes, Flory Jagoda, els Parvarim i Janet & Jak Esim Ensemble foren intèrprets populars de la "tradició oriental" en aquest període. Gerard Edery, Savina Yannatou, Stefani Valadez, Françoise Atlan, Marlene Samoun, Yasmin Levy i Mara Aranda son alguns membres d'una nova generació de cantants que aporten una nova interpretació de la tradició jueva hispànica. Fins i tot, en el cas de Levy i Edery, s'atreveixen amb una fusió amb el flamenc andalús. El cantant d'òpera i actor francès David Serero interpreta cançons sefardites que sovint inclou en obres clàssiques com ara El mercader de Venècia i Otel·lo.
El "Cor de la Comunitat Jueva de Tessalònica" fou creat el 1995 amb l'objectiu de preservar i fer reviure la tradició musical que els avantpassats dels seus membres havien portat amb ells quan havien estat expulsats de la Península Ibèrica cinc cents anys abans. La recerca del seu director, Kostis Papazoglou, en la música sefardita des de la tradició medieval (cançons com "Tres Ermanikas") fins a l'actualitat donà lloc al CD "En la mar ay una torre", amb la participació del "Codex Ensemble" i produït per Minos EMI. Kostis Papazoglou és un experimentat i distingit professor de música, solista i director d'orquestra que ha fet concerts per tota Grècia i també a Tel-Aviv, Skopie, Viena, Salzburg, Sofia, Sant Petersburg, El Caire, Istanbul i Budapest.

## Instrumentació
La música sefardita és bàsicament vocal, inclosa la que es canta en altres llengües. Els instruments, quan n'hi ha, es toquen només per acompanyar les cançons i són, en general, els que es troben a cada una de les cultures on es desenvolupa: grega, turca, marroquina, etc. Els instruments més habituals són els llaüts de corda pinçada (l'ud, el llaüt de corda fregada del Pròxim Orient, o el saz, turc, o de vegades la mandolina o el cümbüş), el qanun o el santur (cítara de corda pinçada o picada del Pròxim Orient), el violí i els tambors tocats amb les mans.
Per als casaments i altres celebracions, de vegades els jueus llogaven músics musulmans, mentre que els millors músics jueus solien actuar per a la comunitat musulmana. Generalment, els homes tocaven instruments locals de percussió i melòdics, mentre les dones cantaven sobretot fent les tasques domèstiques i, naturalment, sense cap acompanyament musical. Només als casaments, s'acompanyaven amb una pandereta i de vegades altres instruments de percussió. La historiadora Rena Molho descriu les dones sefardites de Salònica fent servir estris de cuina com a percussió improvisada, un costum dels pobles espanyols i portuguesos que ha arribat fins avui. A la Mediterrània oriental, les dones que s'especialitzaven en cantar amb acompanyament de tambor als casaments s'anomenaven tanyederas, i hi tenien un paper molt important. Al principi del segle xx, a l'Imperi Otomà, hi havia escoles on s'ensenyava a tocar l'ud i la mandolina a les noies. I algunes aprenien piano. Però en qualsevol cas, tant si hi havia acompanyament d'instruments com si no, el principal instrument per interpretar la música sefardita, i l'únic que no hi pot faltar mai, és la veu.
Ja no s'utilitzen instruments medievals autèntics, excepte potser l'ud, que ha sobreviscut sense canvis importants. Els sefardites, igual que altres músics tradicionals, sovint han anat adaptant els instruments tradicionals als usos contemporanis. En un casament sefardita, actualment seria inútil cercar-hi cap instrument medieval, mentre que seria ben habitual veure-hi un teclat electrònic.

## Compositors
A partir de les arrels de la música sefardita, s'ha desenvolupat un important corpus de nova música clàssica original. Entre els moderns compositors hi trobem:
- Yitzhak Yedid, que ha escrit música sobretot per a grups de càmera, s'ha esforçat a combinar els gèneres clàssics amb la improvisació sobre les arrels sefardites i la música àrab. Un bon exemple seria la seva composició "Oud Bass Piano Trio".
- Betty Olivero, que ha barrejat melodies tradicionals jueves –tant asquenazites com sefardites– per posar-les en contexts complexa i profundament dissonants. En tenim un bon exemple en la seva obra "Serafim" per a soprano, clarinet, violí, violoncel i piano.
- Tsippi Fleischer, que ha compost obres vocals on barreja tècniques compositives occidentals contemporànies amb les escales modals de quart de to de la música àrab.
- Marina Toshich, compositora i intèrpret d'oud israeliana nascuda a Bòsnia, que treballa amb elements sefardites del seu país d'origen. També ha publicat llibres per a l'ensenyament de l'oud als Estats Units.
- El rabí Simon Benzaquen, integrant de la banda de hip-hop judeoespanyol Los Serenos Sefarad, que ha compost cançons rap per posar al dia les velles romances sefardites.

## Músics

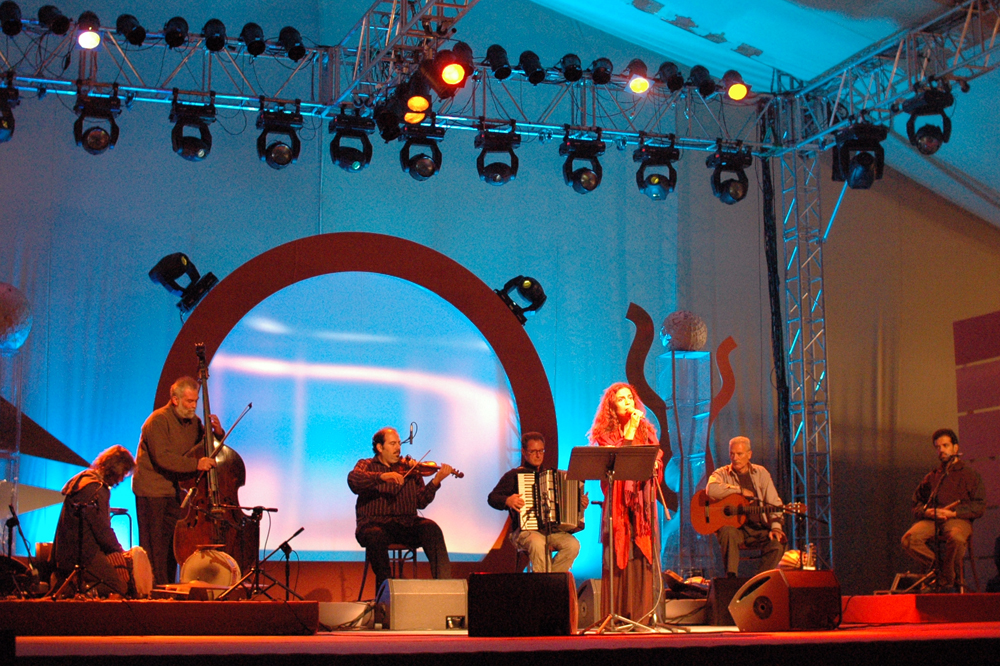
L'ensemble sefardita "Naguila", amb músics francesos i marroquins, actuant a Varsòvia (2008).

- Noam Vazana (Israel/Països Baixos)
- Gerard Edery (Marroc/Estats Units)
- Consuelo Luz (Estats Units)
- Sefiroth (Regne Unit)
- Mara Aranda (Espanya)
- Yitzhak Yedid (Israel)
- Yasmin Levy (Israel)
- Ana Alcaide (Espanya)
- David Serero (França)
- Gloria Levy (Estats Units)
- Judi Frankel (Estats Units)
- Mor Karbasi (Regne Unit)
- Yehoram Gaon (Israel)
- George Dalaras (Grècia)
- Janet & Jak Esim (Turquia)
- BraAgas (Txèquia)
- Avraam Perera (Israel)
- Fortuna (Brasil)
- Daddo Dganit (Israel)
- Rosa Negra - Fado Ladino (Portugal)
- Glykeria (Grècia)
- Javier Ruibal (Espanya)
- Los Desterrados (Regne Unit)
- Los Serenos Sefarad (Estats Units)
- Françoise Atlan (França)
- Carolien Devilee (Països Baixos)
- Soledad Bravo (Veneçuela)
- Joaquín Díaz González (Espanya)
- Yosi Azulay (Israel)
- Sefarad (Turquia)
- David d'Or (Israel)
- Esther Ofarim (Israel)
- Stefanie Valadez (Estats Units)
- Neil Sedaka (Estats Units)
- María Salgado (Espanya)
- Montserrat Franco (Estats Units)
- Montserrat Figueras (Espanya)
- Nicole Murad (Estats Units)
- Avishai Cohen (bassist) (Israel)
- Koby Israelite (Regne Unit)
- Lampa Ladino (Rússia)
- Anna Hoffman and Romancero Sefardi (Rússia)
- Sarah Aroeste (Estats Units)
- DeLeon (Estats Units)
- La Mar Enfortuna (Estats Units)
- Sophie Solomon (Regne Unit)
- Adik Chezron (Alemanya)
- Israeli Andaluzian Orchestra (Israel)
- Al Andaluz Project (Espanya)
- Voice of the Turtle (Estats Units)
- Doris Benmamán (Veneçuela)
- Kim Cunio (Austràlia)
- John Zorn (Estats Units)
- Dina Rot (Argentina)
- Tamar Ilana (Canadà)

## Discografia
- Songs of the Sephardim: Traditional Music of the Spanish Jews, per La Rondinella amb Tina Chancey (Dorian Discovery, 1993).
- Spring in Salonica: Sephardic Popular Songs, per Savina Yannatou i Primavera En Salonico (Lyra Records, 1996).
- "En la mar ay una torre" 19 Sephardic songs by the Jewish Community Choir of Thessaloniki, amb el Codex ensemble sota la direcció de Kostis Papazoglou (Minos EMI).